# Juiced: Eliminator
Juiced: Eliminator (von engl. ugs. to juice: etwas mit Energie versehen, to eliminate: etwas ausschalten) ist ein Streetracer-Spiel und ein Ableger der Juiced-Reihe. Es wurde ausschließlich für die Handheld-Spielkonsole PlayStation Portable als Konkurrenz zu den PSP-Versionen der Need-for-Speed-Reihe entwickelt. Ziel war das Ausnutzen der ausgeprägten Mehrspielerfunktionen der Plattform.
Der Aufbau des Spiels ist dem des Vorgängers sehr ähnlich. Es gibt zwei zentrale Bereiche: Das Fahren von Rennen und das Tunen von Fahrzeugen. Auch die Handlung ist identisch mit der des Vorgängers. Der Spieler übernimmt die Rolle eines unbekannten Fahrers in der fiktiven amerikanischen Küstenstadt Angel City. Sein Ziel ist es, bei den acht vorherrschenden Rennteams durch den Aufbau eines eigenen erfolgreichen Rennteams zu Respekt zu gelangen.
Auch für dieses Spiel wurden ausschließlich Originallizenzen verwendet. Das heißt, alle Fahrzeuge und Tuning-Teile, die im Spiel abgebildet sind, existieren auch in der Realität.

## Spielprinzip

### Allgemein
Juiced: Eliminator ist eine Portierung des 2005 erschienenen Vorgängers Juiced für die PSP. Daher ist das Spiel in weiten Teilen identisch mit dem Vorgänger. Zentrales Element ist das Fahren von Rennen auf normalen Verkehrswegen, die für das Renngeschehen abgesperrt wurden. Die an den Rennen teilnehmenden Fahrzeuge sind meist getunte Versionen von Großserienmodellen. Das Spiel beinhaltet eine Vielzahl von Tuning-Optionen zur Modifizierung von Leistung und Optik. Ein Beispiel ist die mögliche Verwendung von Nitro, welches dem Wagen einen deutlichen Geschwindigkeitsschub geben kann.
Wesentliche Elemente wie die Stadt, die Karriere und das Spielprinzip wurden von Juiced übernommen. Das heißt, auch dieses Spiel spielt in der amerikanischen Küstenstadt Angel City, die in mehrere Distrikte unterteilt ist. Diese stehen jeweils unter der Kontrolle von einem Rennteam. Das Ziel des Spielers ist wieder, bei den Teams zu Ansehen zu gelangen. Ansehen erhält der Spieler in erster Linie durch sein Fahrkönnen, nämlich das Gewinne von Rennen, aber auch für seine Fahrzeuge und sein Geschick beim Wetten.

### Neuerungen
Das Spiel wurde in einigen Bereichen erweitert. So fügten die Entwickler zwei neue Stadtteile ein: Chinatown und den Angel-Raceway. Sie verfügen wie die anderen neun Stadtteile über je elf Strecken, sodass das Spiel jetzt insgesamt elf Gebiete und 121 verschiedene Strecken beinhaltet. Als neuer Renntyp wurden Eliminator-Rennen eingefügt. Sie laufen ab wie normale Rundkursrennen, es gibt jedoch den Unterschied, dass am Ende jeder Runde der letztplatzierte Fahrer ausscheidet, solange bis nur noch ein Fahrer übrig bleibt.
Das Spiel wurde ebenfalls im Hinblick auf Realismus überarbeitet. Vor allem das Fahrverhalten der Fahrzeuge und die Geräusche der Motoren wurden im Rahmen von Detailverbesserungen weiterentwickelt.
Kernpunkt der Entwicklung war aber das Einrichten eines Mehrspieler-Modus. Die Entwickler von Juice Games nutzten die WLAN-Fähigkeit der PSP und bauten einen Mehrspieler-Modus ein. Die Strecken und der Rennablauf sind im Mehrspieler-Modus unverändert. Der einzige Unterschied ist, dass man gegen menschliche Gegner fährt.

## Fahrzeuge
Juiced: Eliminator beinhaltet insgesamt 63 lizenzierte Fahrzeuge. Es wurden alle Fahrzeuge aus dem Vorgänger, insgesamt 56 übernommen. Die neun hinzugefügten Fahrzeuge sind überwiegend Kompaktwagen. Auch ist in der Juiced-Reihe nun erstmals ein Fahrzeug der Marke Seat vertreten.
Die folgende Tabelle listet alle Fahrzeuge auf, die in Juiced: Eliminator spielbar sind:
| Fahrzeugliste                |                           |                             |
| Acura Integra Type R         | Holden Monaro CV8         | Pontiac Firebird (1998)     |
| Acura NSX                    | Honda Civic Type R        | Renault Clio                |
| Acura RSX Type-S             | Honda Civic Si            | Renault Clio V6 Sport       |
| Chevrolet Camaro (1993)      | Honda Civic Si (2006)     | Renault Mégane Sport        |
| Chevrolet Camaro Z28 (1972)  | Honda CRX                 | Scion tC                    |
| Chevrolet Corvette C3        | Honda NSX                 | Seat Ibiza Cupra            |
| Chevrolet Corvette Z06       | Honda Prelude VT          | Subaru Impreza WRX STi 2002 |
| Dodge Viper GTS              | Honda S2000               | Subaru Impreza 22B STi      |
| Dodge Charger R/T (1969)     | Mazda MX-5                | Toyota Celica SS-I          |
| Dodge SRT-4                  | Mazda RX-7                | Toyota Celica SS-II         |
| Dodge Neon R/T               | Mazda RX-8                | Toyota Corolla              |
| Fiat Coupé                   | Mitsubishi Eclipse D30    | Toyota MR-S                 |
| Fiat Punto 1.8HGT            | Mitsubishi FTO            | Toyota Supra MKIV           |
| Ford Mustang Fastback (1967) | Mitsubishi Lancer EVO 5/6 | Vauxhall Corsa Sri 1.8l 16v |
| Ford Mustang (1999)          | Mitsubishi Evo 8 GSR      | VW Corrado VR6              |
| Ford Focus SVT               | Mitsubishi 3000GT         | VW Golf 4                   |
| Ford Focus ZTS               | Nissan 350Z               | VW New Beetle               |
| Ford Falcon XR-8             | Nissan Skyline GT-R R34   |                             |
| Ford Mustang GT (2005)       | Peugeot 206 GTI 2003      |                             |

## Soundtrack
Für Juiced: Eliminator wurde ein neuer Soundtrack zusammengestellt. Dieser beinhaltet insgesamt 15 Musikstücke aus den Bereichen Elektronische Musik und Pop.
| Übersicht über die im Spiel enthaltenen Musikstücke |                          |                                                        |       |
| #                                                   | Künstler                 | Titel                                                  | Länge |
| 1                                                   | 8 Fold                   | Dropzone                                               | 4:37  |
| 2                                                   | Born Tricky & Mr.Frisk   | Let Me Out                                             | 6:49  |
| 3                                                   | Fall Out Boy             | Dance, Dance                                           | 4:50  |
| 4                                                   | Blossom Dearie           | Just One Of Those Things                               | 2:01  |
| 5                                                   | Life As Is               | Will Spin                                              | 4:42  |
| 6                                                   | Metric                   | Control Mix 3                                          |       |
| 7                                                   | Metric & Bob Standard    | Spilt Milk (Dub Mix)                                   | 3:50  |
| 8                                                   | The All-American Rejects | Night Drive                                            | 3:25  |
| 9                                                   | Hoobastank               | Out Of Control                                         | 2:45  |
| 10                                                  | Queens Of The Stone Age  | Precious And Grace (named "Precious Angdrace" in game) | 3:29  |
| 11                                                  | Limp Bizkit              | Rollin’                                                | 3:32  |
| 12                                                  | Sennah                   | All I Need                                             | 4:14  |
| 13                                                  | Subsource                | Making Voodoo                                          | 2:55  |
| 14                                                  | Swain & Paris            | What Is This                                           | 7:50  |
| 15                                                  | Titus Gein               | tLiquid Persuasion                                     | 2:29  |

## Rezeption
Aufgrund der großen Ähnlichkeit zum Vorgänger wird Juiced: Eliminator von den meisten Spielemagazinen auch ähnlich bewertet. Metacritic berechnete eine Metawertung von 65 von 100 Punkten, ähnlich wie beim Vorgänger.
Der Redakteur Andreas Müller von Gamona vergab für das Spiel eine positive Bewertung aufgrund eines in fast allen Bereichen sehr überzeugenden Auftritts. Hervorgehoben wurden der für Konsolen-Titel außergewöhnlich große Umfang an Fahrzeugen und Strecken sowie die grafische Präsentation des Spiels. Den einzigen Kritikpunkt bei der Technik stellten lange Ladezeiten dar. Lob vergibt er wiederum für das realistische Fahrverhalten der im Spiel vertretenen Fahrzeuge.
Der Autor Kwieckin von Gameswelt bemängelte etwas Eintönigkeit beim Spielen. Diese entstehe durch einen zu sehr in die Länge gezogenen Karrieremodus ohne große Abwechslung. Weitere Kritik übt er an der künstlichen Intelligenz des Spiels, die für geübte Fahrer nicht stark genug sei. Gelobt wurde im Gegenzug in erster Linie der große Umfang des Spiels in Sachen Fahrzeug-, Strecken- und Tuningangebot. Auch von technischer Seite wurde das Spiel positiv gesehen, der Autor lobt die gute Grafik.